# Contrat d'activité
Le Contrat d’Activité est un contrat de droit public remplaçant le Contrat à Durée Déterminée dans la fonction publique.

## Principe
L’article 9 de la loi n°2009-179 du 17 février 2009 pour l’accélération des programmes de construction et d’investissements publics et privés a modifié l’article L. 523-3 du code du patrimoine pour permettre à l’Institut national de recherches archéologiques préventives de recruter, à titre expérimental, pour une durée de cinq ans, hors plafond d’emploi, des agents sous contrats dits d’activité.
Le décret n° 2009-1482 du 1er décembre 2009 définit le régime applicable à ce contrat, étant précisé que certaines dispositions du décret n° 86-83 du 17 janvier 1986 modifié relatif aux dispositions applicables aux agents non titulaires de l'État et de celui n° 2002-450 du 2 avril 2002 portant dispositions applicables aux agents de l’Inrap s’appliquent également aux agents recrutés sous contrats d’activité.
Il s’agit donc d’un mode de recrutement qui s’ajoute à ceux qui s’inscrivent dans le plafond d’emplois votés dans le cadre de la loi de finance initiale, à savoir le recrutement par contrats à durée indéterminée pour répondre aux besoins permanents de l’institut et celui par contrats à durée déterminée pour répondre à un besoin précis, limité dans le temps et justifié par les nécessités du service.
Ces contrats sont conclus dans le cadre d’une opération de fouilles d’archéologie préventives faisant l’objet d’un contrat conclu dans les conditions fixées à l’article 40 du décret du 3 juin 2004 relatif aux procédures administratives et financières applicables en matière d’archéologie préventive, pour l’une des quatorze activités suivantes énumérées à l’article 1 du décret du 1er décembre 2009, et s’inscrivant dans le cadre d’une opération de fouille d’archéologie préventive, à savoir :
1. Fouille et enregistrement de l’information ;
2. Traitement primaire de l’information ;
3. Dessin archéologique ;
4. Publication assistée par ordinateur ;
5. Gestion du mobilier ;
6. Gestion de la documentation ;
7. Photographie ;
8. Topographie ;
9. Responsabilité d’opération pendant la « phase terrain » ;
10. Responsabilité d’opération pendant la « phase post-fouille » ;
11. Responsabilité de secteur pendant la « phase terrain » ;
12. Responsabilité de secteur pendant la « phase post-fouille » ;
13. Études archéologiques spécialisées ;
14. Support à l’activité opérationnelle.

Les activités 1 et 2, 3 et 4, 9 et 10 et 11 et 12 peuvent constituer une seule activité lorsque les nécessités de l’opération de fouilles le justifient. En tout, ce sont donc dix-huit types de contrats qui peuvent être proposés aux archéologues de l’Inrap pour la durée de ces activités (art. 1). La polyvalence scientifique et technique de l’agent n'est plus prise en compte.
Le contrat n’est pas renouvelable pour une même activité sur une même opération (art. 3).
Le contrat est conclu pour une durée minimale. Il prend fin avec l’achèvement de l’activité
pour laquelle il a été conclu, indépendamment de la durée totale de l’opération de fouilles d’archéologie préventive (art. 4).
Les clauses obligatoires du CDA sont (article 5) :
1. La mention « contrat conclu pour une activité définie dans le cadre d’une opération de fouilles d’archéologie préventive » ;
2. La mention de l’activité et la description des tâches à accomplir ;
3. La durée minimale du contrat ;
4. Une description précise de l’événement ou du résultat objectif déterminant la fin de la relation contractuelle et permettant d’établir le certificat de cessation d’activité ;
5. Une clause mentionnant la possibilité de rupture par l’une ou l’autre partie dans les cas mentionnés à l’article 4 ;
6. Le droit au versement d’une indemnité de fin de contrat à l’échéance du contrat, calculée dans les conditions prévues à l’article 4 ;
7. Le ou les lieux de travail de l’agent et, le cas échéant, les conditions de leurs modifications.

## Objectifs
Cette expérimentation, entamée depuis début 2010, est destinée à permettre à l’Inrap de faire face à des surcroîts d’activités et de recruter les personnels nécessaires sur des missions temporaires conduites dans le cadre d'opérations de fouilles, financées sur ressources propres sans peser sur le plafond d’emploi.
Cet outil est également destiné à réduire les délais d’intervention de l’établissement pour la réalisation des fouilles.

## Conséquences
La mise en œuvre de ce nouveau contrat a démontré certaines difficultés d’application dont les agents se sont fait l’écho auprès de la direction générale de l’Inrap, du ministère de la Culture et de la Communication et du secrétariat d’État à la Fonction Publique.
De nouvelles modalités de gestion vont être mises en place pour résoudre les difficultés rencontrées par les agents recrutés sous contrat d’activité pour la reconnaissance de leurs droits.
Des modifications règlementaires ne sont pas exclues.

## Sources
- http://www.legifrance.gouv.fr/jopdf/common/jo_pdf.jsp?numJO=0&dateJO=20091203&numTexte=55&pageDebut=20894&pageFin=20895
- http://www.legifrance.gouv.fr/affichCode.do;jsessionid=848BA2E924439499A9FCAF4510431326.tpdjo12v_3?cidTexte=LEGITEXT000006074236&dateTexte=20101023
- http://www.cgt-culture.fr/IMG/pdf/2010_10_12_Retour_d_experience_CDA.pdf